# Poort van Nieuwendam
Poort van Nieuwendam (De Poort) is een artistiek en bouwkundig kunstwerk in Amsterdam-Noord.
Kunstenaar Marcel Smink (1967) haalde rond 1999 de opdracht binnen om een kunstwerk te ontwerpen ter benadrukking van de kruising IJdoornlaan en Zuiderzeeweg, die een nieuwe verkeersindeling kreeg. Stadsdeel Amsterdam-Noord en Amsterdams Fonds voor de Kunsten financierden het beeld. Smink kwam met een afwijkende stadspoort voor dit deel van het oude Nieuwendam. Rond 2011 was er weer een aanpassing noodzakelijk van de kruising, waarbij de gemeente vond dat er geen plaats meer was voor het beeld. De kunstenaar vond echter dat herplaatsing mogelijk was, waarbij de ingebeelde functie als poort nog meer benadrukt werd. Het werd opgebouwd tussen rijweg en fietspad van de Zuiderzeeweg en lijkt op een extra toegangsweg tot de rotonde dan wel een aanloop tot een nooit gebouwd viaduct.
Het bestaat uit een beklinkerde weg die via een talud naar een iets verhoogd liggende poort leidt (maar juist bij de poort houdt de weg op); het voetpad reikt naar de hemel. De poort is dubbel gedraaid (getordeerd) waardoor het oog het beeld geeft dat de poort aan een kant verzakt is. Het geheel is opgetrokken uit beton, waarop betonstraatklinkers zijn aangebracht. Door de dubbele draaiing had de kunstenaar twijfels of bouwers in staat waren het werk conform zijn ontwerp te voltooien; zij bleken echter vooraf een schaalmodel te hebben gemaakt. Tegenwerking (en ook medewerking) ondervond Smink vanuit de buurtbewoners; zij zagen het grote beeld niet zitten, maar na de onthulling verdwenen (bijna) alle tegenstemmen. Smink gaf later toe dat hij als inwoner van Arnhem, wanneer hij in Amsterdam is, altijd nog even langs dit grote beeld gaat. Volgens de kunstenaar meet het object 570 bij 570 bij 630 cm. Het beeld kreeg gedurende zijn leven verschillende namen mee. Ook de achtergrond tot plaatsing kreeg meer aanvullingen, zo zou de poort verwijzen naar de poortgebouwen in Amsterdam-Noord en naar oude stadspoorten in Amsterdam (Amsterdam-Noord heeft nooit een stadspoort gehad).
Ook het gebruik kreeg een nieuwe aanvulling, BMX-fietsers gebruiken het als lanceerbasis voor fietsrollen.
In 2020 maakte Smink een nieuwe stadspoort in Apeldoorn: de Matenpoort.

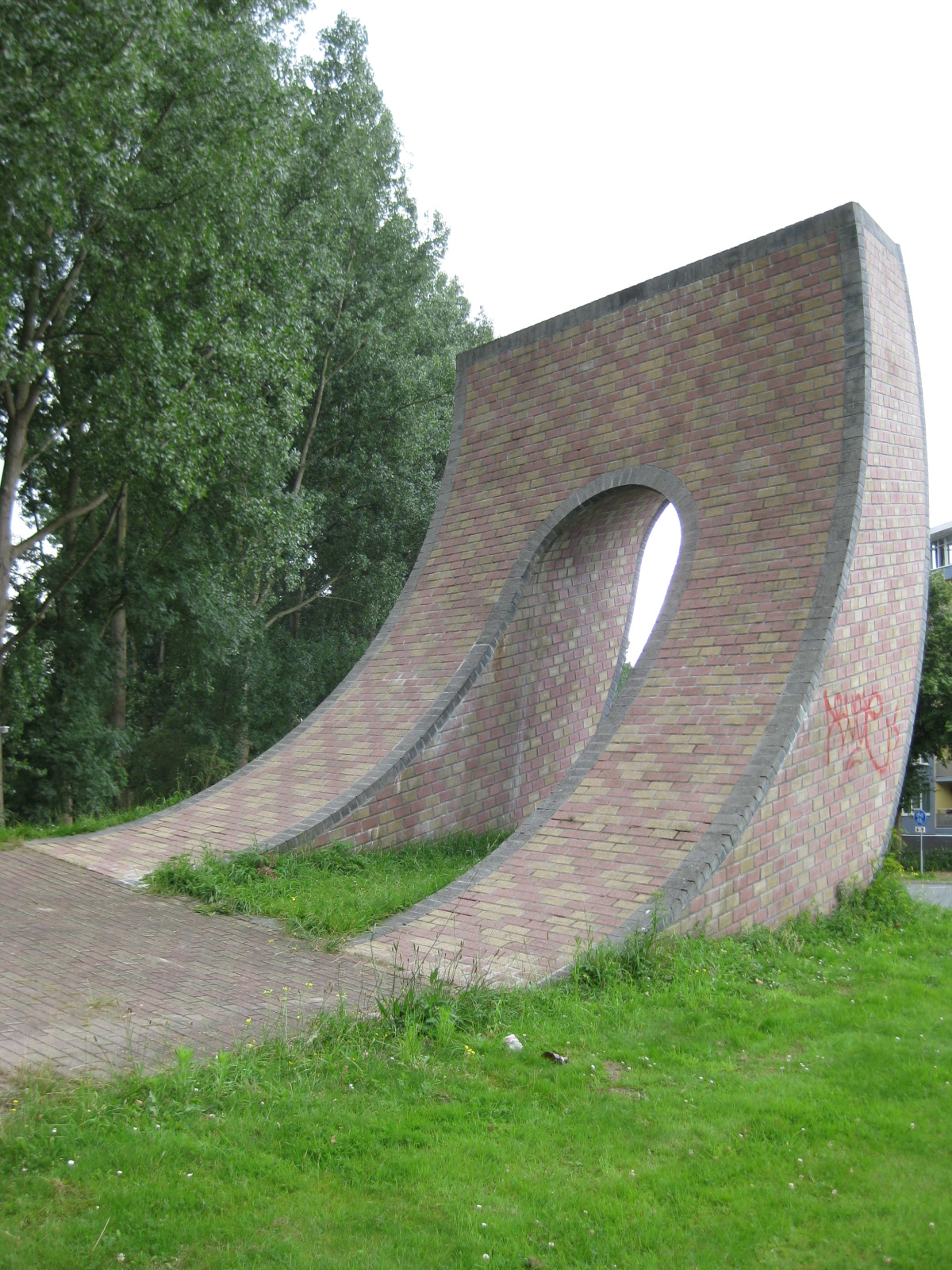
Zijaanzicht in 2011